# Шабо (Одесская область)
Ша́бо — село в Белгород-Днестровском районе Одесской области. Один из центров украинского виноделия.
Бывшая швейцарская колония, основанная Луи-Венсаном (Иваном Карловичем) Тарданом (1787—1836) в 1822 году. В Российской империи Шабо входило в состав Аккерманского уезда Бессарабской области (с 1873 года губернии).

## География
Расположено на юге Украины недалеко от места впадения Днестровского лимана в Чёрное море.

Если хотите увидеть рай на земле, лучшего места не найдёте.
— Луи-Венсан Тардан

## Название
Место, куда прибыли швейцарские переселенцы издревле называлось — «Аша-абаг» (тур. Aşağıbağ), что по-турецки значит «Нижние сады» («садами» в то время называли виноградники, а «нижними» их именовали потому, что они располагались ниже Аккермана). Франкоязычные швейцарцы поначалу пытались сохранить историческое турецкое название, но из-за трудности произношения постепенно переделали его в «Шаба́» (Schabag, «g» в конце слова во французском не произносится), а затем окончательно переименовали в «Шабо́» на французский манер.

## История
Первое татарское поселение на месте современного Шабо появилось около 500 лет назад. Наиболее раннее свидетельство о существовании Шабо зафиксировано в форме «Аша-абаг» в картографическом источнике 1788 года.

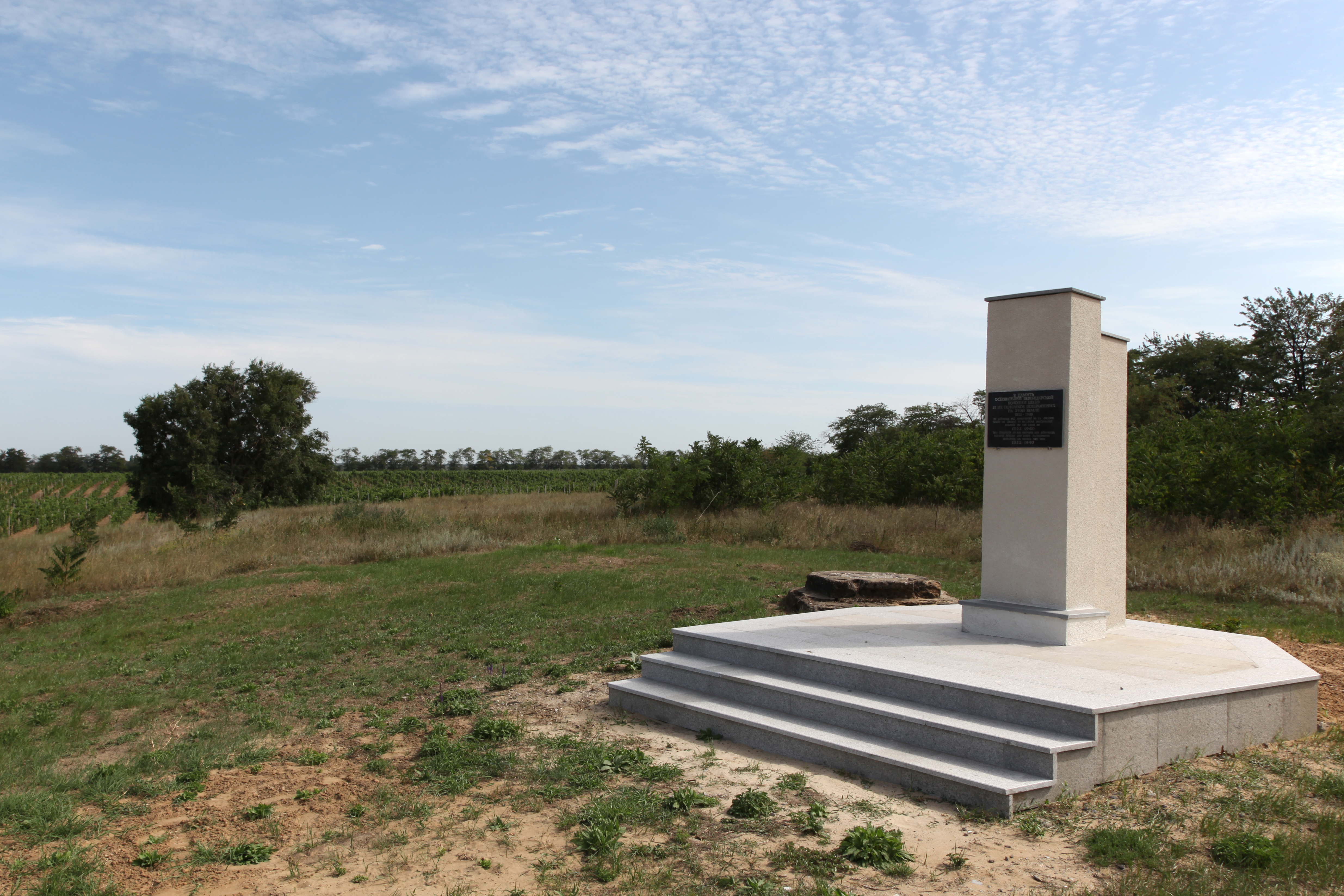
Памятник швейцарским переселенцам. Кладбище в Шабо.

После вхождения Бессарабии в состав Российской империи и начала активного заселения местных земель 10 ноября 1822 года по соизволению императора Александра I было создано поселение переселенцев из швейцарского кантона Во. Вдохновитель переселения швейцарцев и основатель колонии — Луи-Венсан (Иван Карлович) Тардан.
16 декабря 1821 года, ещё до официальной даты учреждения колонии, в Шабо у Тардана побывал Александр Сергеевич Пушкин; в сопровождении Ивана Петровича Липранди, оставившего воспоминания.

Поутру мне хотелось повидаться со швейцарцем Тарданом, учредившим колонию в д. Шабо, в трёх верстах на юг от Аккермана. Пушкин поехал со мной. Тардан очень ему понравился, а Пушкин Тардану, удовлетворявшему бесчисленным вопросам моего спутника. Мы пробыли часа два и взяли Тардана с собой обедать к Непенину.
— И. П. Липранди
Однако Пушкин и Тардан были знакомы до этого визита, Липранди вполне мог об этом не знать, — в письме, датированном ноябрём 1821 года, начальник Главного штаба П. М. Волконский запрашивал И. Н. Инзова о масонских ложах в Бессарабии и о лицах, причастных к ним, — Пушкине и Тардане, которые были членами масонской ложи «Овидий» в Кишинёве (Пушкин был принят в ложу «Овидий», согласно собственноручной дневниковой записи, 4 мая 1821 года).
Л. А. Чарейский предполагает, что Пушкин был знаком и с сыном Луи-Венсана Тардана — Карлом (1812—1856), позднее учёным и практиком-экспериментатором, впервые применившим в виноградарстве шпалеры и обработку с помощью конных упряжек (впоследствии были заменены тракторами без изменения сути), написавшим десять научных монографий в том числе «Виноградарство и виноделие» (издания 1854, 1862, 1874).
В наше время в доме семьи Тардан создан музей, посвященный истории основания села и первым переселенцам.
29 февраля 1828 года императором Николаем I было утверждено «Учреждение для управления Бессарабской области» взамен Устава 1818 года. Область включена в состав Новороссийского генерал-губернаторства. Цинуты были переименованы в уезды. Село вошло в состав Аккерманского уезда.
В 1867 году в Шабо родился известный революционер Виргилий Леонович Шанцер (Марат) (правнук Луи-Венсана Тардана). Летом 1891 года в Шабо, у внучки Тардана Елизаветы, отдыхала и лечилась украинская поэтесса Леся Украинка.
В 1873 году Шабо вошло в Бессарабскую губернию, образованную вместо Бессарабской области.
2 августа 1940 года провозглашается Молдавская ССР, в которую вошла большая часть Бессарабии. 7 августа в составе Украинской ССР образована Аккерманская область с центром в г. Аккерман. Шабо входит в состав этой области.
В начале декабря 1940 года село стало центром Лиманского района Измаильской области. Это случилось в связи с переносом областного центра из г. Аккерман в г. Измаил и переименованием области в Измаильскую (Указ Президиума Верховного совета СССР от 7 декабря 1940 г.).
В 1946 году Лягарповская улица в Шабо была переименована в Пушкинскую (в связи с посещением Пушкиным колонии в 1821 г.).
28 ноября 1957 года село перестало быть центром района. Вместо Лиманского района в Одесской области образован Белгород-Днестровский район с центром в г. Белгород-Днестровский.

## Виноделие
Село известно на всю Украину своей винодельческий продукцией, на его территории расположено винодельня «Промышленно-торговая компания Шабо».
Первые виноградных сады в этом регионе были высажены еще греками и генуэзцами в VI веке. Позже Уникальные сорта винограда сюда завезли турки, которые основали поселения Аша-Абага. И уже «официальные» основатели культурного Виноделие в регионе — франкоязычные Швейцарские переселенцы — называли это место Шабага. Со временем местное население переименовало на более легкое — Шабо.
Шабо — одно из немногих мест в Европе, где лоза не пострадала от «виноградной чумы» — филлоксеры. Примечательно, что во время антиалкогольной кампании 1985 года в Шабо практически не вырубывались виноградники. И в наши дни шабские вина славятся своим качеством и являются одними из самых популярных в стране.
В 2009 в селе открыт Центр культуры вина Шабо.

## Известные уроженцы
- Гейнцельман, Анатолий Соломонович — еврейский русский поэт
- Шанцер, Виргилий Леонович — русский революционер, большевик